# Pierre Michon
Pierre Michon (Châtelus-le-Marcheix, 28 marzo 1945) è uno scrittore e opinionista francese.

## Biografia
Pierre Michon nasce il 28 marzo 1945 a Châtelus-le-Marcheix nella Creuse, un piccolo dipartimento rurale della Francia centrale, nella casa dei nonni. Dopo l’abbandono del padre viene cresciuto dalla madre che svolge la professione di maestra. Trascorre la sua infanzia a Mourioux e successivamente al convitto liceo Notre-Dame di Guéret. Dopo il diploma si iscrive alla facoltà di Lettere dell'Università di Clermont-Ferrand, dove prepara una tesi di laurea su Antonin Artaud, progetto che abbandonerà presto. Negli anni successivi viaggia in tutta la Francia con una piccola compagnia teatrale, senza esercitare una professione stabile.
Dopo alcuni anni di studio in ambito letterario e teatrale, nel 1984, all'età di 39 anni, vince il Prix France Culture con il suo romanzo d'esordio, Vies minuscules (trad. it.: Vite minuscole), opera che riunisce in un unico scritto generi letterari molto diversi tra loro, come la biografia, l'autobiografia, il romanzo di formazione e l'autofiction. Anni più tardi dichiarerà che questo libro gli ha salvato la vita, aiutandolo a comprendere l'importanza delle sue umili origini.
Questo libro è il primo grande successo di Michon, un autore fino ad allora ignoto nel panorama letterario. L'opera è diventata uno testo di riferimento, ed è stata definita un classico contemporaneo.
Dopo Vies minuscules Michon vive un periodo di stacco dalla scrittura; inizia ad interessarsi alla vita di diversi scrittori, come Balzac o Faulkner, poeti e pittori, osservando la loro esistenza, le loro emozioni e cercando di comprendere il rapporto che stabilirono con le loro opere. La critica ha definito le opere di Michon "erudite", vista la quantità e la qualità di riferimenti storico-culturali presenti al loro interno.
Nel 1988 Michon pubblica Vie de Joseph Roulin, in cui racconta la vita di un modesto impiegato delle poste, più volte ritratto da Van Gogh durante il suo soggiorno ad Arles, l'incontro fra i due e l'inaspettata possibile amicizia del grande pittore con quell'uomo così semplice.
Tre anni più tardi dà alle stampe Rimbaud il figlio (Rimbaud le fils), in coincidenza con il centenario della morte del poeta. In questo libro Michon non aggiunge alcuna informazione in più rispetto agli studi su Arthur Rimbaud già esistenti: dimostrando devozione, ma in alcuni passaggi anche una leggera derisione, egli cerca di intrufolarsi nella personalità dell'autore, scivolando nell'intimità della sua scrittura. A colpi di "on dit que" e "on ne sait si", Michon percorre, commenta e racconta l'avventura del poeta, interrogandosi su cosa spinga un uomo a scrivere, a ricercare l'eccellenza.
La Grande Beune e Abbés, pubblicati rispettivamente nel 1995 e nel 2002, seguono una vena più romanzesca. Contrariamente all'opera Vies minuscules, questi romanzi non sono ambientati in un territorio rurale, bensì in uno spazio acquatico, paludoso e aperto, con chiari riferimenti ai luoghi in cui lo scrittore soggiornò per un periodo della sua vita: il dipartimento della Vandea. Come Claudel lo pensava dell'Olanda, Michon sostiene che le caratteristiche di questo paesaggio vandeano, così acquitrinoso, conducano ad una sorta di "liquidazione della realtà": in queste sue opere l'autore rappresenta una realtà scivolosa, sfuggente, in continuo mutamento, e questi attributi sono percepibili sia nel contenuto che nel linguaggio dei due romanzi.
Nel 2009 Pierre Michon scrive Les Onze, in cui evoca la storia del pittore François-Élie Corentin, nato nel borgo di Combleux, e le vicende della Rivoluzione Francese, a partire dalla descrizione di un grande quadro, dalle origini fittizie, rappresentante gli undici membri del Comitato di salute pubblica (Robespierre, Saint-Just, Barrère, ecc.) durante il Regime del Terrore, che sarà esposto al Louvre. Per questo romanzo, Michon riceverà il Grand prix du roman de l'Académie française.
Nel 2015 è premiato con il Prix Marguerite Yourcenar per l'opera omnia e nel 2017 riceve il premio Nonino per Vies minuscules.

## Vite minuscole(1984)
L'autore presenta una successione di otto narrazioni: non si tratta semplicemente di biografie romanzate, ma di "biographèmes" di persone "minuscole" e senza voce, conosciute nel corso della sua infanzia, incontrate o ritrovate più tardi durante la sua vita da errante.  Raccontando le vite dei suoi personaggi, Michon permette la rivalsa di questi esseri sconosciuti e senza storia; attraverso le loro vite minuscole, in questo cammino a ritroso nel suo passato, l'autore si racconta, ricostruisce l'immagine di sé, si riscatta e si interroga sulla sua vocazione di scrittore e sul significato del suo lavoro.
Il contenuto dell'opera si basa su documentazioni dettagliate come archivi, cronache, dipinti, testi letterari, cimeli di famiglia e fotografie: Pierre Michon utilizza 95 quadernetti di note per redigere questa raccolta di vite.
La trama si svolge in un territorio comprendente tre località principali: Guéret, La Souterraine e Bourgneuf. La prima vita minuscola raccontata è quella dell'orfano André Dufourneau, un bambino affidato alle cure dei bisnonni del narratore che parte per cercare fortuna nelle colonie in Africa, seguito dalla storia di un giovane antenato della famiglia, Antoine Peluchet, fuggito di casa e di cui si sono perse le tracce. La terza storia narra dei nonni paterni dell'autore, Eugène e Clara, che hanno sempre cercato di colmare l'assenza lasciata da suo padre, e nei confronti dei quali egli proverà sempre rimorso per non essere stato loro vicino abbastanza. Nella vita minuscola dei fratelli Roland e Rémi Bakroot racconta di due adolescenti conosciuti durante gli anni del collegio, così diversi ma uniti da un amore folle e al contempo da una rabbia smisurata. Nel racconto successivo protagonista è Padre Foucault, condannato da un cancro alla gola, che preferisce tacere per sempre piuttosto che confessare il suo analfabetismo funzionale. La più lunga delle otto descritte è la storia di Georges Bandy, abate un tempo brillante e amato, ora decaduto e alcolizzato, le cui messe sono destinate solamente alle persone di un centro psichiatrico, nel quale il narratore soggiornò per un breve periodo. Dopo la narrazione della vita di Claudette, amante passeggera dell'autore, conclude il libro la vita della "piccola morta", Madeleine, la sorella di Michon, deceduta ad appena sei mesi di vita, che lo conduce ad un'intensa riflessione sulla questione della mortalità infantile nelle campagne.
Uno dei temi della raccolta è l'assenza dell'"uomo", la sua irrilevanza, opposta all'importanza onnipresente della figura materna. In Vies minuscules, l'uomo è debole ed inadempiente: esempi ne sono il narratore che ha abbandonato la sua famiglia, e prima di lui il padre. Un'altra forma di assenza riguarda il luogo di origine: i protagonisti delle storie, per vari motivi (partenza, sparizione, isolamento della malattia), abbandonano il luogo in cui sono nati e cresciuti, vengono separati dal loro ambiente originario. Oppure si allontanano dal mondo usando mezzi artificiali: alcool, barbiturici, droghe.
La geografia occupa un posto di rilievo in quest'opera, a partire dal dettaglio con cui l'autore riporta informazioni geografiche come posizioni e toponimi. Le vite riportate sono quelle di poveri contadini destinati ad una dura esistenza, provenienti da ben definite zone agricole della regione Limosino, ed elevati da figure povere e anonime a persone pienamente umane e rispettabili.

## Stile letterario e influenze
Pierre Michon si è impegnato in un lavoro sulla lingua. Nei suoi scritti ogni parola è scelta con precisione, assume un significato proprio all'interno della frase. La sua scrittura utilizza una lingua densa, studiata, ricca di classicità, la "Belle Langue" che rappresenta l'emancipazione culturale dell'autore. La sua è inoltre una scrittura che richiama l'oralità: ogni frase ha una musicalità che la rapporta ad un discorso o ad un testo poetico cantato: alcuni critici hanno riscontrato negli scritti Michon l'eco dei grandi oratori del XVII secolo e della poesia cantata dei trovatori del Medioevo.
In Vies Minuscules è rilevabile l'influenza di opere come Vie de Rancé di Chateaubriand, Vite dei dodici Cesari di Svetonio o Vite dei Santi medievali. Michon prende ispirazione dall'antico genere letterario della "vie", un genere agiografico dedicato e riservato a personaggi degni di nota, la cui esperienza di vita è da prendere come esempio da seguire, proprio come quella delle ignote "vite" raccontate al fine di riuscire a nobilitarne l'esistenza e quindi a porle al centro dell'attenzione collettiva.
Nella sua opera Le Roi vient quand il veut, Michon espone la sua visione della letteratura e i suoi obiettivi letterari. Si tratta di un'opera nella quale l'autore ha riunito più di 30 sue interviste, la prima risalente al 1984. In questi scritti egli espone il suo rapporto con la pittura, tema presente anche in Les Onze, e con la scrittura, parlando degli autori da lui più amati, come Rimbaud, Beckett e Flaubert, e la sua particolare ammirazione per il celebre romanzo Madame Bovary.
Michon è stato paragonato ad autori contemporanei come Pierre Bergounioux, con il quale oltre ad avere in comune le origini, condivide la profonda ammirazione per William Faulkner.

## Opere
I libri di Michon sono stati tradotti in molte lingue straniere, tra cui in italiano, spagnolo, olandese, tedesco, greco, portoghese, polacco, inglese, norvegese, serbo e ceco.
- Vite minuscole (Vies minuscules, 1984), traduzione di Leopoldo Carra, Collana Fabula, Milano, Adelphi, 2016, ISBN 978-88-459-3088-1.
- Vie de Joseph Roulin, Éditions Verdier, 1988
- L'Empereur d'Occident (con illustrazioni di Pierre Alechinsky), Fata Morgana, 1989; riedizione Éditions Verdier Poche, 2007 (senza illustrazioni)
- Padroni e servitori (Maîtres et serviteurs, 1990), traduzione di Roberto Carifi, Parma, Guanda, 1990. [l'edizione italiana contiene anche: Vie de Joseph Roulin]
- Rimbaud il figlio (Rimbaud le fils, 1991), traduzione di Maurizio Ferrara, Bagno a Ripoli (Firenze), Passigli, 2005, ISBN 978-88-368-0940-0.; nuova edizione e traduzione: Rimbaud, a cura di Leo Ninor, con una prefazione di Davide Brullo, De Piante Editore, Milano, luglio 2023.
- Le Roi du bois, con le incisioni di Richard Texier per alcuni esemplari, Éditions Infernales, 1992
- La Grande Beune (1995), traduzione di Giuseppe Girimonti Greco, Collana Piccola Biblioteca, Milano, Adelphi, 2020, ISBN 978-88-459-3475-9.
- Le Roi du bois, Éditions Verdier, 1996
- Mythologies d'hiver, Éditions Verdier, 1997
- Trois auteurs: Balzac, Cingria, Faulkner, Éditions Verdier, 1997
- Abbés, Éditions Verdier, 2002
- Corps du roi, Éditions Verdier, 2002
- Le Roi vient quand il veut: propos sur la littérature, Albin Michel, 2007, Le Livre de poche, 2010
- Gli Undici (Les Onze, 2009), traduzione di Giuseppe Girimonti Greco, Collana Fabula, Milano, Adelphi, 2018, ISBN 978-88-459-3297-7.
- Vermillon, con Anne-Lise Broyer, Éditions Verdier, 2012

## Premi e distinzioni
Pierre Michon ha ricevuto molteplici premi:
- 1984 : Prix France Culture per Vies minuscules
- 1996 : Prix de la Ville de Paris per l'opera omnia
- 1997 : Prix Louis-Guilloux per La Grande Beune
- 2002 : Prix Décembre per Abbés e Corps du roi
- 2004 : Grand Prix de Littérature de la SGDL per l'opera omnia
- 2009 : Grand prix du Roman de l’Académie française per Les Onze
- 2010 : Petrarca Preis per l'opera omnia
- 2013 : Grand Prix Ardua (Università d'Aquitania) per l'opera omnia
- 2015 : Prix Marguerite Yourcenar per l'opera omnia
- 2017 : Premio Nonino per Vies minuscules[31]
- 2017 - Premio Comisso per Vite minuscole;[32]
- 2019 : Premio Franz Kafka alla carriera[33]

## Adattamenti teatrali
- Integrale di Vies minuscules, messa in scena da Jean-Christophe Cochard, Théâtre de l'Argile
- Vie de Joseph Roulin, messa in scena da Guillaume Delaveau, Le Grand T di Nantes, 2009